# Dactylocythere scissura
Dactylocythere scissura är en kräftdjursart som beskrevs av Hobbs och Walton 1975. Dactylocythere scissura ingår i släktet Dactylocythere och familjen Entocytheridae. Inga underarter finns listade i Catalogue of Life.